# Chengam
Chengam es una ciudad y nagar Panchayat situada en el distrito de Tiruvannamalai en el estado de Tamil Nadu (India). Su población es de 26980 habitantes (2011). Se encuentra a 34 km de Tiruvannamalai y a 85 km de Vellore.

## Demografía
Según el censo de 2011 la población de Chengam era de 26980 habitantes, de los cuales 13549 eran hombres y 13431 eran mujeres. Chengam tiene una tasa media de alfabetización del 80,82%, superior a la media estatal del 80,09%: la alfabetización masculina es del 87,05%, y la alfabetización femenina del 74,60%.